# Чудо-женщина (телесериал)
«Чудо-женщина» (англ. Wonder Woman) — американский приключенческий фантастический супергеройский телесериал, транслировавшийся с 1975 по 1979 год. Во втором и третьем сезонах показывался под названием «Новые приключения Чудо-женщины» (англ. The New Adventures of Wonder Woman). Основан на комиксах о Чудо-женщине авторства Уильяма Марстона и Гарри Джорджа Питера. Действие первого сезона происходит во время Второй мировой войны, второго и третьего — в настоящем (конец 1970-х годов). Главную роль исполнила актриса, певица и модель Линда Картер.

## Сюжет

### Пилотныйфильм
7 ноября 1975 года. Озаглавлен «The New Original Wonder Woman».
1942 год, в разгаре Вторая мировая война. Американский военный лётчик Стив Тревор выпрыгивает с парашютом во время воздушного боя над Бермудским треугольником и попадает на не нанесённый на карты Райский остров. На нём живут амазонки: красивые, нестареющие женщины, обладающие огромной силой, ловкостью и умом. Принцесса амазонок Диана Принс спасает потерявшего сознание пилота и выхаживает его. Мать Дианы, королева Ипполита, объявляет, что будут проведены игры в олимпийском стиле, по итогам которых будет выбрана одна из девушек, которая вернёт Тревора обратно в Америку; при этом само́й Диане, явно влюбившейся в мужественного лётчика, принимать участие в этих играх королева запрещает. В ответ принцесса заявляет, что раз ей не разрешено участвовать в играх, она не будет на них вообще присутствовать. Все участницы игр носят маски; соревнования выигрывает самая ловкая девушка — после снятия маски выясняется, что это Диана. Её мать в ярости, но после смягчается и отпускает принцессу в Америку. Для поездки ей шьют специальную одежду, напоминающую расцветкой флаг США (во флешбэке показано, что Диана будет уметь волшебным способом менять этот свой яркий костюм (см. илл.) на обычную одежду). Золотой пояс (см. илл.) будет источником её силы и могущества, пока она находится вдали от Райского острова. Также в путешествие Диана берёт браслеты, отражающие пули, и неразрываемое золотое лассо, которое заставляет людей повиноваться и говорить только правду, когда они им связаны.
Диана, отныне известная под псевдонимом Чудо-женщина, улетает с Тревором в Вашингтон на невидимом самолёте. Оставив раненого в больнице, Чудо-женщина становится свидетельницей ограбления банка, которое она и предотвращает. За происходящим наблюдает «охотник за талантами», который, увидев её чудо-браслеты в действии, предлагает превратить это в сценический аттракцион. Диана колеблется, но, нуждаясь в деньгах в этом новом обществе, в итоге соглашается.
Тем временем выясняется, что секретарша Тревора Марсия является двойным агентом фашистской Пятой колонны. Она стремится помочь немецким шпионам в убийстве Тревора и противостоянии новой угрозе — Чудо-женщине. На Тревора и Диану совершается ряд покушений, но в итоге злодейка и шпионская сеть побеждены. В конце фильма Тревору представляют его новую секретаршу, которую командование выбрало не только за выдающиеся результаты канцелярских тестов, но и за блеклую невзрачную внешность в отличие от Марсии: очкастая старшина первого класса Диана Принс из женского резерва — это Чудо-женщина в маскировке, в «обычном обличии».

### Первый сезон
1976—1977
Чудо-женщина активно борется с врагами из стран Оси до самого конца войны.

### Второй сезон
1977—1978
Чудо-женщина, медленно стареющая из-за своего необычного «амазонского» происхождения, возвращается в Вашингтон с Райского острова после 35-летнего отсутствия (выглядя ничуть не изменившейся), чтобы стать агентом Межведомственного командования обороны — организации типа ЦРУ или ФБР, борющейся с преступностью, шпионажем и (иногда) вторжениями инопланетян.

### Третий сезон
1978—1979
Чудо-женщина продолжает бороться с преступностью и (иногда) с фантастическими злодеями.

## В ролях
- Линда Картер — Диана Принс[англ.] / Чудо-женщина (в 60 эпизодах)
- Лайл Ваггонер[англ.] — полковник Стив Тревор[англ.]-старший (в 1-м сезоне) / Стив Тревор-младший (во 2-м и 3-м сезонах; в 59 эпизодах)
- Ричард Истхэм[англ.] — генерал Фил Бланкеншип (в 13 эпизодах)
- Беатрис Колен — капрал Женского армейского корпуса[англ.] Этта Кэнди[англ.], секретарша генерала Бланкеншипа (в 13 эпизодах)
- Норман Бёртон[англ.] — Джо Аткинсон, руководитель Межведомственного командования обороны (в 9 эпизодах)
- Кэролин Джонс — королева Ипполита[англ.] (в 3 эпизодах)
- Дебра Уингер — Друсилла / Чудо-девушка[англ.], младшая сестра Чудо-женщины (в 3 эпизодах)
- Майкл Дж. Шэннон[англ.] — Камерон (в 3 эпизодах)
- Тим О’Коннор — Андрос (в 3 эпизодах)
- Курт Лоуэнс — генерал Ульрих (в 3 эпизодах)

### Гостевое участие
В сериале за четыре года в «гостевых ролях» (в 1—2 эпизодах) появилось огромное количество известных актёров. Ниже перечислены лишь некоторые из них.
В двух эпизодах
- Беатрис Стрейт — королева Ипполита[англ.]
- Дэк Рэмбо — Андрос
- Джаред Мартин[англ.] — Дэвид Гёрни
- Роберт Сэмпсон[англ.] — Бо Таггарт
- Эд Бегли-младший — Гарольд Фарнум
- Марк Алаймо — Пирс
- Эрик Браден — капитан Дрангель
- Джон Сэксон — капитан Радль
- Винсент Ван Паттен[англ.] — Джонни
- Айк Эйзенман[англ.] — Рэнди
- Роберт Хой[англ.] — Марти
- Генри Гибсон — Марипоза
- Эрл Боэн — Чака
- Курт Казнар — генерал СС фон Драйберг
- Кеннет Тигар[англ.] — доктор Барнс
- Родди Макдауэлл — Генри Робертс
- Тед Шеклфорд — Адам Клемент
- Генри Дэрроу — Дэвид Аллен / Уолтер Лэмпкин
- Чарльз Фрэнк — Питер Найт
- Боб Хастингс — привратник
- Джанет Маклахлан — Сакри
- Рик Спрингфилд — Антон
- Артур Батанидес[англ.] — Краг
- Берт Ремсен[англ.] — доктор Яффе
- Арк Джонсон[англ.] — генерал Захари Кейн
- Джозеф Сирола[англ.] — Гаррисон Финч
- Курт Кройгер — Кёниг
- Пол Шенар — лейтенант Верц
- Скотт Хайлендс — Пауль Бьорнсен
- Вик Перрин[англ.] — Горель
- Памела Сюзан Шуп[англ.] — Магда
- Энн Рэмси — Конни

В одном эпизоде
- Клорис Личмен — королева Ипполита (в пилотном фильме)
- Стелла Стивенс — Марсия, секретарша полковника Тревора (в пилотном фильме)
- Джон Рэндольф — генерал Фил Бланкеншип (в пилотном фильме)
- Ред Баттонс — Эшли Норман (в пилотном фильме)
- Фрэнк Горшин — Орлих Хофман (в эпизоде The Deadly Toys)
- Николас Костер — Силас Локхарт (в эпизоде The Deadly Dolphin)
- Майкл Лернер — Эштон Рипли (в эпизоде My Teenage Idol Is Missing)
- Джоан Ван Арк — Кассандра Лорен (в эпизоде Time Bomb)
- Росс Мартин[англ.] — Бернард Хавитол (в эпизоде IRAC Is Missing)
- Пол Сэнд[англ.] — Дел Франклин (в эпизоде Disco Devil)
- Лэнс Леголт[англ.] — Отис Фискл (в эпизоде Hot Wheels)
- Гарри Гуардино — Саймон Пенроуз (в эпизоде The Girl from Ilandia)
- Дик Готье[англ.] — Калиостро (в эпизоде Diana's Disappearing Act)
- Кристофер Стоун[англ.] — Райан (в эпизоде Light-fingered Lady)
- Роберт Алда — Харкорт (в эпизоде Formicida)
- Джозеф Маэр[англ.] — Эдгар Перси (в эпизоде Stolen Faces)
- Рон Эли[англ.] — Билл Майклс (в эпизоде The Deadly Sting)
- Рик Джейсон[англ.] — Лоусон Косло (в эпизоде Seance of Terror)
- Дик О’Нил[англ.] — Пэт О’Хэнлон (в эпизоде Pot of Gold)
- Джеймс Луизи[англ.] — Джордж (в эпизоде The Murderous Missile)
- Джоэль Фабиани[англ.] — Соловей (в эпизоде Death in Disguise)
- Рене Обержонуа — Кимболл (в эпизоде Spaced Out)
- Доннелли Роудс — Уорд Селкирк (в эпизоде A Date with Doomsday)
- Джереми Слейт[англ.] — маршал Хеншоу (в эпизоде The Richest Man in the World)
- Джульет Миллс — королева Кэтрин (в эпизоде The Queen and the Thief)
- Мартин Малл — Хэмлин Рул (в эпизоде The Pied Piper)
- Селеста Холм — Долли Такер (в эпизоде I Do, I Do)
- Мел Феррер — Фриц Герлих (в эпизоде Anschluss '77)
- Фриц Уивер[англ.] — доктор Солано (в эпизоде The Return of Wonder Woman)
- Роджер Дэвис[англ.] — Джек Корбин (в эпизоде The Man Who Made Volcanoes)
- Джейн Кеннеди[англ.] — Кэролин Хэмилтон (в эпизоде Knockout)
- Чарльз Чоффи[англ.] — Реймонд Манта (в эпизоде The Bermuda Triangle Crisis)
- Памела Мейсон — Карла Бёрджесс (в эпизоде Mind Stealers from Outer Space: Part 2)
- Юки Шимода[англ.] — Такео Ишида (в эпизоде The Man Who Could Move the World)
- Филип Майкл Томас — Фурст (в эпизоде The Man Who Wouldn't Tell)
- Аллан Миллер[англ.] — Рейнольдс (в эпизоде Time Bomb)
- Джо И. Тата — Джо (в эпизоде The Fine Art of Crime)
- Джули Энн Хэддок[англ.] — Тина (в эпизоде The Girl from Ilandia)
- Дженнифер Дарлинг — Вайолет Луиза Три (в эпизоде Death in Disguise)
- Айна Бэлин — доктор Корен (в эпизоде The Girl with a Gift for Disaster)
- Джеффри Байрон[англ.] — Генри Уилсон (в эпизоде The Starships Are Coming)
- Роджер Перри[англ.] — Данфилд (в эпизоде The Richest Man in the World)
- Энн Фрэнсис — Лола Флинн (в эпизоде Beauty on Parade)
- Роберт Лоджа — Ганс Эйхлер (в эпизоде Wonder Woman vs Gargantua)
- Кристин Белфорд — баронесса Пола фон Гюнтер (в эпизоде Wonder Woman Meets Baroness Von Gunther)
- Роберт Рид — Ястреб (в эпизоде The Pluto File)
- Харрис Юлин — Марк Бремер (в эпизоде Wonder Woman in Hollywood)
- Лью Эйрс — доктор Кеннет Уилсон (в эпизоде The Man Who Could Move the World)
- Денни Миллер[англ.] — Карл Шварц (в эпизоде The Pied Piper)
- Джеймс Олсон[англ.] — Вотан (в эпизоде Last of the $2 Bills)
- Джон Рубинштейн — майор Декстер (в эпизоде The Deadly Toys)
- Нехемия Персофф — профессор Морено (в эпизоде Formula 407)
- Дэвид Хедисон — Эван Робли (в эпизоде The Queen and the Thief)
- Рой Роджерс — Дж. П. Хэдли (в эпизоде The Bushwhackers)
- Ирен Цу[англ.] — Мей Линь (в эпизоде The Man Who Made Volcanoes)
- Бетти Экерман — Асклепия (в эпизоде The Return of Wonder Woman)
- Саймон Скотт[англ.] — Сэм Такер (в эпизоде I Do, I Do)
- Уоррен Стивенс[англ.] — Бил (в эпизоде The Murderous Missile)
- Бубба Смит — Роджак (в эпизоде Light-fingered Lady)
- Аллан Арбас[англ.] — Мрачный (в эпизоде The Girl from Ilandia)
- Дж. А. Престон[англ.] — Джазрил (в эпизоде Diana's Disappearing Act)
- Майкл Коул[англ.] — Тед (в эпизоде The Man Who Wouldn't Tell)
- Мелани Чартофф — Надиа (в эпизоде Screaming Javelins)
- Альберт Попуэлл[англ.] — Гаффер (в эпизоде The Deadly Dolphin)
- Алан Фьюдж[англ.] — майор Корнелл (в эпизоде Flight to Oblivion)
- Ли Бергер[англ.] — Мариус (в эпизоде Death in Disguise)
- Дон Митчелл — доктор Сэмсон (в эпизоде Hot Wheels)
- Дэнни Дэйтон[англ.] — Луи Литовец (в эпизоде The Deadly Sting)
- Дик Баткас — Нил (в эпизоде The Girl with a Gift for Disaster)
- Бобби Бреси — Гильда (в эпизоде The Deadly Sting; в титрах указана как Bobbie Bartosh; впервые на экране)
- Люсиль Бенсон — Фло (в эпизоде The Murderous Missile)

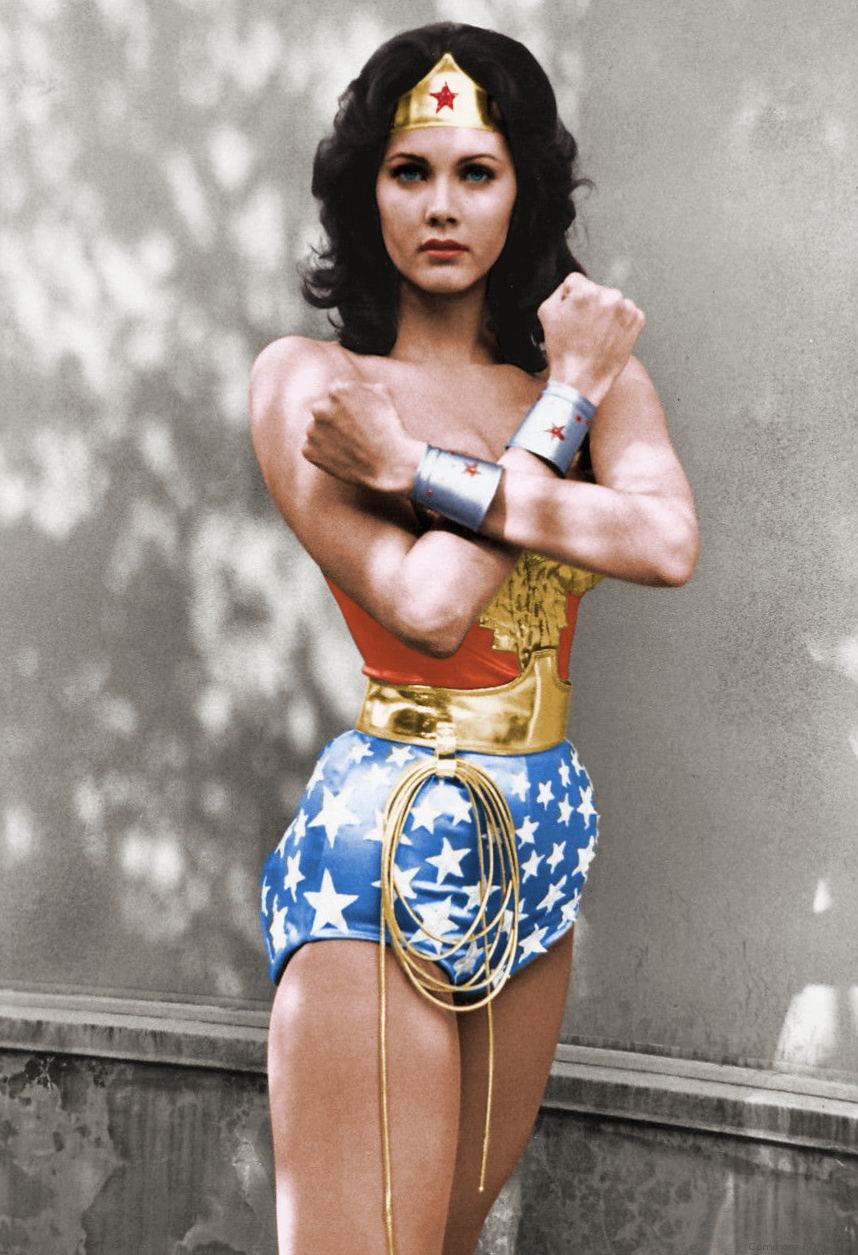
Линда Картер в роли Чудо-женщины
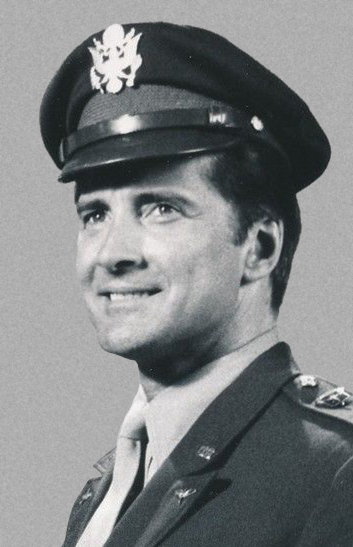
Лайл Ваггонер[англ.] в роли Стива Тревора[англ.]

## Сезоны и эпизоды
Основная статья — Список эпизодов телесериала «Чудо-женщина»
Сериал состоит из трёх сезонов, которые включают в себя 59 эпизодов.
1. Первый сезон состоит из 13 эпизодов, транслировался с 21 апреля 1976 года по 16 февраля 1977 года. Между 28 апреля и 13 октября 1976 года ни одной новой серии показано не было.
2. Второй сезон состоит из 22 эпизодов, транслировался с 16 сентября 1977 года по 21 апреля 1978 года.
3. Третий сезон состоит из 24 эпизодов, транслировался с 22 сентября 1978 года по 11 сентября 1979 года.

## Производство и показ

### Пилотный фильм
В марте 1974 года на канале ABC был показан фильм «Чудо-женщина», он был задуман как «пилот» к потенциальному будущему сериалу. Рейтинги фильма были охарактеризованы как «респектабельные, но не совсем удивительные», поэтому тогда сериала не последовало. Однако Warner Bros. и ABC не отказалась от этой идеи, а вместо этого разработали ещё один телефильм-пилот под довольно странным названием «Новая оригинальная Чудо-женщина», который вышел в эфир в ноябре 1975 года. Этот фильм оказался более успешным, и после ознакомления с его рейтингами, немедленно было начато создание сериала.

### Первый сезон
Первые два эпизода нового сериала вышли на экраны в апреле 1976 года, однако после этого съёмки были приостановлены; сериал продолжился лишь в октябре того же года. Запоминающимся стал процесс превращения главной героини из старшины Дианы Принс в Чудо-женщину: для этого она очень быстро вращалась на месте. После этого зритель видел супергероиню в своей откровенной форме, которая держала в руках одежду Дианы; Чудо-женщина убирала эту одежду в близлежащий шкафчик и отправлялась творить подвиги. Обратный процесс превращения ни разу показан не был, хотя очевидно, что он должен происходить на том же месте, чтобы Диана могла одеться обратно. В последнем сезоне эта достаточно сложная система трансформации была упрощена: теперь Диана превращалась в супергероиню «взрывным» образом, и больше не держала в руках одежду своего альтер эго.
В первом сезоне героиня умела имитировать чей угодно голос, в последующих сезонах она это умение не использует.
Во второй половине 1970-х годов насилие на экране находилось под пристальным вниманием надзирающих органов. Поэтому главная героиня нечасто бьёт врагов, а чаще толкает или вовсе использует «творческие приёмы», например, высоко подпрыгивает, чтобы бегущие злодеи столкнулись друг с другом. Несмотря на идущую по сюжету мировую войну, она крайне редко убивает своих врагов; единственное яркое исключение — в пилотном телефильме Чудо-женщина топит немецкую подводную лодку, направив на неё самолёт. Сама Чудо-женщина иногда подвергалась воздействию хлороформа или ядовитого газа, но во второй половине эпизода всегда приходила в себя и побеждала врагов.
Во втором сезоне выясняется, что Чудо-женщина активно боролась с врагами из стран Оси с 1942 по 1945 год, за что была удостоена награды из рук президента Рузвельта.
Рейтинг Нильсена — #45.

### Второй сезон
Несмотря на хорошие рейтинги первого сезона, со съёмками второго сезона возникли некоторые трудности. Поскольку действие происходило в 1940-х годах, требовались немалые деньги для создания антуража: аутентичной одежды, автомобилей, декораций и т. п. Компания CBS предложила решение: перенести действие в настоящее (конец 1970-х годов), сменить название на «Новые приключения Чудо-женщины», сменить жанр на более традиционное полицейское-детективное экшн-шоу, которое было популярно в 1970-х годах. В итоге так и поступили, дистрибьютором второго и третьего сезонов стала CBS.
Принцесса Диана, медленно стареющая из-за своего необычного «амазонского» происхождения, возвращается с Райского острова после 35-летнего отсутствия (выглядя практически так же), чтобы стать агентом Межведомственного командования обороны, организации типа ЦРУ или ФБР, борющейся с преступностью, шпионажем и (иногда) вторжениями инопланетян. Стив Тревор дослужился до звания генерал-майора и умер в этом 35-летнем промежутке. Главным напарником Чудо-женщины становится его сын, Стив Тревор-младший (также сыгран Лайлом Ваггонером).
В первом сезоне было чётко понятно, что Чудо-женщина и Тревор-старший влюблены друг в друга. Чтобы избежать малоэтичных коллизий, во втором сезоне зрителю ясно даётся понять, что Чудо-женщина и Тревор-младший — только друзья и ничего более. Это добавило проблем продюсерам, так как подобное «неразрешение» романтического напряжения между главными героями часто приводит к снижению рейтингов и закрытию сериала.
Послевоенные судьбы генерала Фила Бланкеншипа, Этты Кэнди и Друзиллы (Чудо-девушки) так и не были раскрыты, они ни разу не упоминаются.
Во втором сезоне Чудо-женщина по-прежнему довольна «мягка» с врагами, хотя в эпизоде Anschluss '77 она убивает клона Адольфа Гитлера. Во втором сезоне источники силы героини (волшебный пояс, браслеты, золотое лассо) ни разу не были сняты с неё и украдены злодеями (в первом сезоне такое иногда случалось).
Сезон занял 71-е из 104 мест в списке популярности телесериалов сезона 1977—1978. Рейтинг Нильсена — #66.

### Третий сезон
Третий сезон стал более ориентирован на подростковую аудиторию. Заглавная музыкальная тема была перезаписана и аранжирована в диско-ритме; в эпизодах стали часто обыгрываться катание на скейтборде и американских горках; в сюжетных линиях часто героями становились молодые люди и подростки. В этом сезоне Диана гораздо чаще выполняла задания в одиночку (особенно за пределами Вашингтона), а Стив Тревор превратился из её друга в босса и на экране стал появляться заметно реже. В этом сезоне Чудо-женщина демонстрирует некоторые способности, не показанные зрителю ранее: например, в эпизоде The Deadly Dolphin она телепатически общается с животными (дельфином), всплеском неизвестной энергии отпугивает акулу-убийцу.
Последние три эпизода были показаны несколько отдельно: с 29 мая по 28 августа 1979 года новые серии не транслировались. В последнем эпизоде главная героиня переводится работать на другой конец страны, в Лос-Анджелес, появляются несколько новых персонажей, то есть зрителю даётся понять, что вскоре он увидит новые приключения Чудо-женщины. Однако продолжения сериала не последовало, в том числе потому, что исполнительница главной роли решила переключиться с карьеры киноактрисы на музыкальную.
Сезон занял 60-е из 114 мест в списке популярности телесериалов сезона 1978—1979. Рейтинг Нильсена — #59.

## Прочие факты
- Пилотный эпизод сериала включён в качестве бонуса в Blu-ray релиз мультфильма «Лига Справедливости: Кризис двух миров» (2010)[7].
- Сцены на родине Чудо-женщины, Райском острове, снимались в Дендрарии округа Лос-Анджелес[англ.][8].
- Выпускались куклы Чудо-женщины в образе из этого сериала[9].
- Ряд критиков считают этот сериал феминистским[англ.][4][10]; другие называют персонаж Чудо-женщины в этом сериале «сексистским и неотёсанным»[11].